# Club de Rugby Liceo Francés
Actualités
Le Club de Rugby Liceo Francés de Madrid est un club de rugby à XV basé à Madrid (Communauté de Madrid, Espagne).
Il a évolué au plus haut niveau espagnol, la Division d'Honneur ou Championnat d'Espagne de rugby à XV, avant d'être rétrogradés en Division d'Honneur B.

## Historique
Le Rugby s'est pratiqué pour la première fois en 1967, sur le terrain de sports inférieur, non gazonné, en la présence de M. Agostini (proviseur) qui a présenté M. Luis Abad, éducateur espagnol (diplômé de la Fédération française de rugby au stage national célébré à l'Institut National des Sports (Joinville le Pont) en 1955, Promotion "Allan H. Muhr"). Interrompant la récréation des élèves, M. Agostini réussit à attirer l'attention d'un groupe d'entre eux, pas plus de 20, de 2º et 1º, parmi lesquels aucun n'avait jamais entendu parler de rugby.
L'année suivante, en 1968, le club est créé officiellement sous la présidence de M. Gonzalez (père de quatre élèves-joueurs) avec l'inscription d'une équipe très jeune en 3e division de Madrid. Le club fit ainsi son entrée officielle en compétition, divers déplacements en France, montées de divisions, titre national scolaire, internationaux, participation et organisation du tournoi international "Michelin" et une longue pression en faveur de l'aménagement du terrain de sports supérieur, inauguré sur sable et ensemencé plusieurs saisons plus tard.
Depuis, le club n'a cessé de se développer jusqu'à devenir une des équipes les plus importantes dans le panorama national. Le club a fourni des dizaines d'internationaux aux sélections de tous niveaux (jeunes, scolaires, A).
Le club s'appuie sur une solide formation, une école de rugby d'un très grand niveau.
Le club a publié un livre lors de la célébration de son 25e anniversaire avec illustrations, statistiques, textes divers. En 2007, le Club a fêté ses 40 ans d'existence.